# Campionati del mondo di atletica leggera 1983 - Marcia 50 km
La specialità della marcia 50 km maschile dei campionati del mondo di atletica leggera 1983 si è svolta il 12 agosto 1983 nel percorso creato nelle strade di Helsinki, in Finlandia, con partenza ed arrivo nello Stadio Olimpico.

## Podio
| Pos.    | Atleta        | Nazionalità      | Tempo    | Note |
| ------- | ------------- | ---------------- | -------- | ---- |
| Oro     | Ronald Weigel | Germania Est     | 3h43'08" |      |
| Argento | José Marín    | Spagna           | 3h46'32" |      |
| Bronzo  | Sergey Yung   | Unione Sovietica | 3h49'03" |      |

## Situazione pre-gara

### Record
Prima di questa competizione, il record del mondo (RM) e il record dei campionati (RC) erano i seguenti.
| Record                | Prestazione  | Atleta            | Data                           | Competizione |
| --------------------- | ------------ | ----------------- | ------------------------------ | ------------ |
| Record mondiale       | 3h40'46"     | José Marín Spagna | 13 marzo 1983 Valencia, Spagna |              |
| Record dei campionati | Nuovo evento | Nuovo evento      | Nuovo evento                   | Nuovo evento |

### Campioni in carica
I campioni in carica a livello mondiale e olimpico erano:
| Campione | Atleta                      | Prestazione  | Data                                   | Competizione         |
| -------- | --------------------------- | ------------ | -------------------------------------- | -------------------- |
| Olimpico | Hartwig Gauder Germania Est | 3h49'24"     | 24 luglio 1980 Mosca, Unione Sovietica | Giochi olimpici 1980 |
| Mondiale | Nuovo evento                | Nuovo evento | Nuovo evento                           | Nuovo evento         |

### La stagione
Prima di questa gara, gli atleti con le migliori tre prestazioni dell'anno erano:
| Pos. | Atleta                      | Prestazione | Data                                  |
| ---- | --------------------------- | ----------- | ------------------------------------- |
| 1    | José Marín Spagna           | 3h40'46"    | 13 maggio 1983 Valencia, Spagna       |
| 2    | Ronald Weigel Germania Est  | 3h41'61"    | 17 aprile 1983 Naumburg, Germania Est |
| 3    | Hartwig Gauder Germania Est | 3h43'23"    | 17 aprile 1983 Naumburg, Germania Est |

## Risultati
| Pos.    | Atleta            | Nazionalità      | Tempo    | Note |
| ------- | ----------------- | ---------------- | -------- | ---- |
| Oro     | Ronald Weigel     | Germania Est     | 3h43'08" |      |
| Argento | José Marín        | Spagna           | 3h46'32" |      |
| Bronzo  | Sergey Yung       | Unione Sovietica | 3h49'03" |      |
| 4       | Reima Salonen     | Finlandia        | 3h52'53" |      |
| 5       | Raúl González     | Messico          | 3h53'51" |      |
| 6       | François Lapointe | Canada           | 3h53'57" |      |
| 7       | Sandro Bellucci   | Italia           | 3h55'38" |      |
| 8       | Viktor Dorovskikh | Unione Sovietica | 3h56'02" |      |
| 9       | Marco Evoniuk     | Stati Uniti      | 3h56'57" |      |
| 10      | Bengt Simonsen    | Svezia           | 3h57'25" |      |
| 11      | Pavol Szikora     | Cecoslovacchia   | 3h59'03" |      |
| 12      | László Sator      | Ungheria         | 3h59'27" |      |
| 13      | Lars Ove Moen     | Norvegia         | 4h00'50" |      |
| 14      | Seppo Immonen     | Finlandia        | 4h02'00" |      |
| 15      | Manuel Alcalde    | Spagna           | 4h03'10" |      |
| 16      | José Pinto        | Portogallo       | 4h03'47" |      |
| 17      | Pavol Blažek      | Cecoslovacchia   | 4h06'49" |      |
| 18      | Karl Degener      | Germania Ovest   | 4h06'51" |      |
| 19      | Lennart Mether    | Svezia           | 4h07'46" |      |
| 20      | Miklós Domján     | Ungheria         | 4h08'11" |      |
| 21      | Felix Goméz       | Messico          | 4h09'22" |      |
| 22      | Dominique Guebey  | Francia          | 4h09'40" |      |
| 23      | Dan O'Connor      | Stati Uniti      | 4h18'41" |      |
| 24      | Dai Mingxi        | Cina             | 4h30'28" |      |
| 25      | Zhang Fuxin       | Cina             | 4h35'46" |      |
| 26      | Osvaldo Morejón   | Bolivia          | 4h35'58" |      |
|         | Bohdan Bułakowski | Polonia          | dnf      |      |
|         | Bo Gustafsson     | Svezia           | dnf      |      |
|         | Jim Heiring       | Stati Uniti      | dnf      |      |
|         | Gérard Lelièvre   | Francia          | dnf      |      |
|         | Jordi Llopart     | Spagna           | dnf      |      |
|         | Nikolay Udovenko  | Unione Sovietica | dq       |      |
|         | Bogusław Duda     | Polonia          | dq       |      |
|         | Dietmar Meisch    | Germania Est     | dq       |      |
|         | Erling Andersen   | Norvegia         | dq       |      |
|         | Martín Bermúdez   | Messico          | dq       |      |